# Zachary Blair
Zachary Blair (Front Royal, 1º maggio 1995) è un giocatore di football americano statunitense, che gioca come linebacker per i Seamen Milano.
Dopo aver giocato per la squadra universitaria statunitense dei UVA Wise Cavaliers, nel 2017 si trasferisce agli italiani Dolphins Ancona e nel 2018 ai polacchi Lowlanders Białystok. Trascorre quindi due stagioni nel campionato svedese ai Wasa Royals per poi tornare in Polonia ai Warsaw Mets e dall'anno successivo giocare in ELF, prima con gli Stuttgart Surge, poi con i Istanbul Rams (concludendo la stagione ai rumeni Bucharest Rebels) e in seguito ai Cologne Centurions. Dal 2024 milita nei Seamen Milano.

## Palmarès
- 1 Polish Bowl (Lowlanders Białystok, 2018)
- 1 RoBowl (Bucharest Rebels, 2022)